# Daniel Omwanza
Daniel Omwanza (* 5. Mai 1948) ist ein ehemaliger kenianischer Mittelstreckenläufer.
Bei den British Commonwealth Games 1974 in Christchurch wurde er Siebter über 800 m.
1975 und 1976 wurde er über dieselbe Distanz Ost- und Zentralafrikanischer Meister.

## Persönliche Bestzeiten
- 800 m: 1:45,9 min, 28. Mai 1976, Sansibar
- 1000 m: 2:17,63 min, 11. Juni 1975, London
- 1500 m: 3:39,5 min, 20. Mai 1978, Corvallis